# شارانتوني (إزار)
شارانتوني هي بلدية في إزار في جنوب شرق فرنسا.